# 한수진 (배우)
한수진(1985년 1월 1일 ~ )은 대한민국의 배우이다.

## 연기 활동

### 드라마
- 2009년 MBC 수목드라마 《히어로》 ... 왕소희 역
- 2011년 SBS 아침연속극 《장미의 전쟁》 ... 박운희 역
- 2012년 SBS 주말 특별기획 《다섯 손가락》 ... 신도리 역
- 2014년 KBS2 일일드라마 《달콤한 비밀》 ... 김유진 역
- 2016년 SBS 주말 특별기획 《끝에서 두번째 사랑》 ... 나애리 역
- 2020년 SBS 월화드라마 《굿캐스팅》 ... 구 비서 역

### 영화
- 2010년 《퀴즈왕》 ... 하영의 여자